# Leo Baeck Institut
Das Leo Baeck Institut (kurz LBI) ist eine unabhängige Forschungs- und Dokumentationseinrichtung für die Geschichte und Kultur des deutschsprachigen Judentums mit drei Teilinstituten in Jerusalem, London und New York City mit Zweigstelle in Berlin. Es wurde 1955 von Hannah Arendt, Martin Buber, Siegfried Moses, Gershom Sholem, Ernst Simon und Robert Weltsch gegründet und setzte sich zum Ziel, deutsch-jüdische Geschichte und Kultur wissenschaftlich zu erforschen und ihr Erbe zu bewahren. Damit steht das LBI bewusst in der Tradition der Wissenschaft des Judentums. Namensgeber ist der Rabbiner, einstige Präsident der Reichsvereinigung der Juden in Deutschland und Holocaust-Überlebende Leo Baeck.

## Struktur
Das Leo Baeck Institut gliedert sich in drei unabhängigen Forschungsinstitute, eine wissenschaftliche Arbeitsgemeinschaft in Berlin und den Verein der Freunde und Förderer in Frankfurt am Main. Der internationale Aufsichtsrat Leo Baeck Institute International koordiniert die Zusammenarbeit der Institute untereinander sowie mit staatlichen Institutionen.

### Forschungsinstitute
- Leo Baeck Institute London
- Leo Baeck Institute Jerusalem
- Leo Baeck Institute New York

### Einrichtungen in Berlin
- Leo Baeck Institute New York – Zweigstelle Berlin
- Archiv des Leo Baeck Instituts im Jüdischen Museum Berlin
- Wissenschaftliche Arbeitsgemeinschaft des LBI in Deutschland

## Vorläufer
Bereits in den 1940er Jahren unternahmen deutsch-jüdische Emigranten Versuche, jüdische Institutionen wie die Hochschule für die Wissenschaft des Judentums gemäß dem Modell der Warburg Bibliothek aus dem Deutschen Reich zu transferieren und dadurch weiterhin für die Forschung zugänglich zu machen. Diese Bemühungen gewannen mit Ende des Zweiten Weltkrieges und der Bewusstwerdung um die Schoa eine neue Dimension. Nach der Schoa, so die Grundannahme, war deutsch-jüdische Geschichte unwiderruflich zu Ende. Überlegungen um den Erhalt von Wissensbeständen wie der Wissenschaft des Judentums hatten fortan eine doppelte Funktion: Forschung und Memorialisierung einer abgeschlossenen deutsch-jüdischen Geschichte.

### Leo Baeck Library / Memorial Library (Eugen Täubler)
Die Programmatik, wie sie später durch das Leo Baeck Institut verwirklicht worden ist, hatte theoretische Vordenker, wie den deutsch-jüdischen Althistoriker Eugen Täubler, der 1941 in die USA emigrierte.

#### Leo Baeck Library
Noch vor Kriegsende im Januar 1945 formulierte Eugen Täubler Pläne zu einem deutsch-jüdischen Forschungsinstitut mit angeschlossener Bibliothek, für die er eine örtliche Dreiteilung vorgesehen hatte: Frankfurt am Main, Cambridge und Jerusalem. Nach Kriegsende war ein solches Institut auf deutschem Boden undenkbar geworden. Eine ausreichende Finanzierung der Leo Baeck Library konnte nicht realisiert werden. Leo Baeck selbst, dem die Institution als Freund Täublers und wichtige Symbolfigur namentlich gewidmet werden sollte, unterstützte den Gedanken, ein Forschungsinstitut zur deutsch-jüdischen Geschichte zu begründen. Er sah jedoch diese Form der institutionellen Nachfolge mit der Hochschule in der Society for Jewish Studies (SJS) als verwirklicht an, welche 1947 in London errichtet worden war.
Die Provenienz der LBI Bibliothek ist besonders interessant und lässt sich in großer Zahl auf die Restitution der Bibliothek des Centralvereins zurückführen. Der Verein stellte seinen Mitgliedern und der Redaktion der Zeitschrift der Wissenschaft des Judentums die Bibliothek mit einem Fokus auf Judaica und Antisemitica zur Verfügung, um dabei besonders den akademischen Kampf gegen Antisemitismus zu stärken. Die Bibliothek wurde 1939 von den Behörden konfisziert und partikularisiert. Die Restitutionsüberlegungen begannen bereits vor dem Ende des Zweiten Weltkrieges und dauerten weit in die Nachkriegsära des gegründeten Staates Israel an. Die Verlagerung und Verteilung zurückgeführter jüdischer Bücher, u. a. der Centralvereinsbibliothek, fand inmitten des eskalierenden Nahostkonflikts ab 1947 unter chaotischen Bedingungen statt.

#### Memorial Library
Das Projekt der Memorial Library als Erinnerungsort in New York sollte aus erbenlos gewordenen jüdischen Kulturgütern generiert werden, die von der Jewish Cultural Reconstruction Corporation (JCR) und ihrer Untereinheit, der Jewish Restitution Successor Organisation (JRSO), an jüdische Einrichtungen verteilt wurden. Bestände für eine solche Memorial Library wurden seitens der JCR jedoch nicht zur Verfügung gestellt. Daran änderten auch die Versuche nichts, die Memorial Library an eine Universität (Harvard, Columbia und zuletzt 1949 am Jewish Institute for Religion [JIR] in New York) anzugliedern und so eine Verbindung aus Memorialisierung und Forschung zu erlangen.

### Geschichtswerk „Geschichte der Juden in Deutschland“ (Adolf Kober; Eugen Täubler)
Während Täubler noch auf eine Realisierung der Memorial Library am JIR hoffte, wurde die Idee eines umfassenden Geschichtswerks über die Geschichte der Juden in Deutschland angeregt. Impulsgeber hierfür war Adolf Kober, Vorsitzender der historischen Kommission des JCR. Seinerzeit war Kober zusammen mit dem Rabbiner und Religionsphilosophen Max Wiener, den er nun abermals als Mitstreiter gewinnen konnte, Mitarbeiter am Jüdischen Lexikon gewesen. Im Exposé formulierte Wiener die Motivation für das Geschichtswerk:

„Die Deutschen haben das Judentum in Deutschland und im größten Teil von Europa zerstört. Was unzerstörbar bleibt, sind die jüdischen Leistungen selber, und ihre Bedeutung für die Welt in aller Zukunft.“

Kober und Wiener sahen es gerade als Zeitzeugen als ihre Aufgabe an, die Erinnerung wach zu halten. Nachdem die Finanzierung für das Projekt unsicher geblieben war, hoffte Eugen Täubler im Zuge des Luxemburger Abkommens von 1952 zwischen Israel und Deutschland auf eine Finanzierung durch die Bundesrepublik als „geistige Wiedergutmachung“. Drei Ebenen sollten in dem Geschichtswerk Betrachtung finden:
- Spannung zwischen Ideologie und Wirklichkeit (mit Beginn der Diaspora)
- Sinndeutung jüdischer Existenz
- Europäisierung des Judentums

Für die ausreichende Sicherstellung der Finanzierung erdachte der Althistoriker Täubler außerdem eine Leo Baeck-MaxWarburg-Foundation, die trotz vielschichtiger Planung nicht etabliert werden konnte. Am 13. August 1953 starb Eugen Täubler. Die Historikerin Ruth Nattermann würdigt ihn als Vordenker und Wegbereiter für das zwei Jahre später gegründete Leo Baeck Institut mit seiner „Konzeption eines Ortes des historischen Forschens und Erinnerns“.

## Gründungsphase
Die Aktivitäten von Eugen Täubler und anderen Mitstreitern wie Herbert A. Strauss und Max Gruenewald fanden in Organisationen wie der AMFED (American Federation of Jews from Central Europa), aber auch zunehmend im Council of Jews from Germany jenseits von den USA mit seinen Sektionen in Frankreich, Israel und England Anfang der 1950er Resonanz. Die Impulse von Amerika ausgehend wurden spätestens seit 1951 von der englischen und israelischen Sektion intensiv aufgenommen.

### Aktivitäten der Israel-Sektion

#### Literarisches Gedenkwerk
Im September 1951 wurde innerhalb des israelischen Council of Jews from Germany eine Sektion wichtiger Persönlichkeiten eingerichtet, welche die Interessen der ehemals deutschen Juden gegenüber den jüdischen Weltorganisationen vertreten sollten: Ausgehend von der Hebräischen Universität Jerusalem waren dies Professoren wie Martin Buber, Schmuel Hugo Bergman und Gershom Scholem. Vorsitzender der Israel-Sektion des Councils war Siegfried Moses (1887–1974). Auch er sprach davon, „literarische[.] und historische[.] Werke[.], die das Leben und die Leistungen der Juden in Deutschland schildern, analysieren und wuerdigen“ sollten, realisieren zu wollen.  Wie Täublers Gedanke eines „Geschichtswerkes der deutschen Juden“ sollte innerhalb der Israel-Sektion ein „literarisches Gedenkwerk“ unter der Anleitung von Ernst Simon und Bruno Kirschner geschaffen werden.

#### Leo Baeck Institute of Jews from Germany
Täublers Anregung zur Gründung eines Forschungsinstituts fand ebenfalls eine Entsprechung innerhalb der Israel-Sektion: ein Institut fuer Geschichte und Soziologie des deutschen Judentums oder, mit anderem Namensvorschlag, ein Institut fuer Soziologie, Kultur- und Wirtschaftsgeschichte des deutschen Judentums  wurden von Ernst Simon und Bruno Kirschner in die Diskussion gebracht. In dieser Projektskizze vom 7. November 1953 war bereits eine Leitung des geplanten Instituts durch Leo Baeck vorgesehen und damit die „Grundlage für die Entwicklung des LBI“ geschaffen. Nur wenige Tage später war in den Dokumenten bereits von einem Leo Baeck Institute of Jews from Germany die Rede.

### Formierung des Arbeitsprogramms: Namensgebung, Ziele, Inhalte

#### Namensgebung „Leo Baeck“
Leo Baeck als Sinnbild für ein vergangenes jüdisches Leben in Deutschland und für das Weiterleben ehemals deutscher Juden in der Emigration war bereits von Eugen Täubler angedacht worden. Er war an der Hochschule tätig gewesen, bis er seit 1933 Präsident der zusammengeschlossenen Verbände in der Reichsvertretung der deutschen Juden wurde. Er überlebte Theresienstadt und engagierte sich nach seiner Rückkehr in die Wahlheimat London für die Bewahrung des deutsch-jüdischen Erbes. Er starb 18 Monate nach Gründung des LBI im November 1956. Für die Mehrheit der Council-Mitglieder wurde Leo Baeck als öffentlichkeitswirksame „Ikone“ (Herbert A. Strauss) wahrgenommen und „Symbol fuer das Beste, was uns als geistiges Erbe zu verwalten aufgetragen ist“. Die Historisierung des deutschen Judentums konnte durch die Namensgebung in seiner doppelten Funktion kenntlich gemacht werden: als Objekt wissenschaftlicher Forschung und Identifikation.  Der Zusatz „Institute of Jews from Germany“ betonte den Neuanfang in der Emigration, für den Baeck ebenfalls als Symbol wahrgenommen wurde:

„Dr. Baeck schreibt mir, er sei tief bewegt durch unseren Wunsch, dass sein Name mit diesem Institut verbunden sein soll.“

#### Ziele des LBI
„Der Council hat ein "Leo Baeck Institute of Jews from Germany" errichtet, dessen Aufgabe es sein soll, die Erinnerung an das deutsche Judentum und andere Teile des mitteleuropaeischen Judentums wachzuhalten, zu beleben und zu vertiefen durch (a) wissenschaftliche Forschungsarbeiten, kulturhistorischer und soziologischer Art (b) Publikationen ueber die Ergebnisse der wissenschaftlichen Forschung (c) Publikationen, die sich an weitere Kreise der Oeffentlichkeit wenden mit dem Ziele, ihr ein Bild von der Leistung und dem Erbe des mitteleuropaeischen Judentums zu vermitteln.“

Die Erinnerung an das deutsche bzw. mitteleuropäische Judentum durch kritische Forschung und Geschichtsschreibung „wachzuhalten, zu beleben und zu vertiefen“ war das verbindende Ziel der LBI-Begründer. In Tradition der Wissenschaft des Judentums war diese Form der Erinnerung das geeignete Denkmal. Von Beginn der Planung 1953 an war die „Kooperation und Arbeitsteilung mit anderen Institutionen vor[ge]sehen, die aehnliche Zwecke verfolgen“. Gemeint waren wohl die in London beheimatete Wiener Library und das am 19. August 1953 auf Beschluss der Knesset gegründete Yad Vashem. Man war sich seiner Aufgabe als „lebende Quellen“ bewusst. Trotz unterschiedlicher ideologischer Standpunkte auf den Verlauf der deutsch-jüdischen Geschichte von ehemaligen Vertretern des Centralvereins deutscher Staatsbürger jüdischen Glaubens und Zionisten, einigte das gemeinsame Ziel. Max Gruenewald sprach von dem LBI als „kollektiven Gedächtnisschreiber“, eine Gemeinschaft, die sich ihrer eigenen Standortgebundenheit bewusst war und verpflichtet gefühlt hat. Das Verbindende der LBI-Begründer war offensichtlich die deutsche Sprache als Muttersprache, die in Deutschland, Österreich und der Tschechoslowakei gesprochen wurde, fortan auch in Orten der Emigration, vor allem in Israel, Großbritannien und den USA. Verbindend war außerdem das Bewusstsein dafür, in einer Zeit gelebt zu haben, in der Impulse des deutschen Judentums eine Modernisierung der gesamten Judenheit bewirkt hatten. Kontrovers besprochen blieb die Frage, ob eine vermeintlich deutsch-jüdische „Symbiose“ impulsgebende Kraft gewesen war.

#### Inhalte des LBI
Dem LBI lagen bis zu seiner Realisierung im Jahr 1955 verschiedene Entwürfe zugrunde.  Das Institutsprogramm, abgedruckt in der ersten Veröffentlichung, dem Leo Baeck Institute Year Book 1956, gibt detailliert Auskunft über die Forschungsgebiete. Umfasst werden sollte die deutsch-jüdische Geschichte der Emanzipationszeit in Wechselbeziehung mit der allgemeinen Geschichte. Fünf Schwerpunkte wurden vorläufig gebildet:
1. Innerjüdische Entwicklung in Deutschland (seit der Emanzipation)
2. Kulturelle Symbiose (seit der Emanzipation)
3. Die Katastrophe
4. Einfluss der deutschen Judenheit auf die Weltjudenheit
5. Neue Zentren der aus Deutschland ausgewanderten Juden (Israel ausgenommen)

Beendet werden sollte der Forschungszeitraum 1933, da die Zeit des Nationalsozialismus ein zu traumatisch besetztes Thema und daher keine wissenschaftlich-distanzierte Perspektive möglich gewesen wäre. Unveröffentlichtes Quellenmaterial sollte gesammelt, erhalten und erforscht werden. Wissenschaftliche Veröffentlichungen, die durch eine Emigration abgebrochen werden mussten, sollten fortgeführt und neue Publikationen, wie das Year Book angestoßen werden.

### Hindernisse auf dem Weg zur Gründung
Die angesprochenen vier Entwürfe für das Leo Baeck Institut geben Hinweis auf die vielfältigen Bearbeitungsphasen, die mit der Planung einhergegangen waren. Hinzu kam die stets unsichere Frage der Finanzierung, welche die Kooperation mit übergeordneten Instanzen notwendig machte. Während man sich in der JRSO seit 1948 darum bemühte, das zum Teil erbenlos gewordene jüdische Kulturgut aus der amerikanischen Besatzungszone Deutschlands zu verwalten und an jüdische Institutionen überwiegend nach Israel und die USA zu verteilen, agierte die Claims Conference seit 1951 für Zentren der Emigration außerhalb Israels. Zu Recht resümiert Ruth Nattermann, dass „[d]as LBI [.] zum Gradmesser für die Stellung [wurde], die den Juden aus Deutschland in der jüdischen Welt der Nachkriegsära eingeräumt wurde.“  Die zahlreichen Hindernisse, die der Council für die Realisierung des LBI zu überwinden hatte, zeigen die umstrittene Haltung an, die innerhalb der jüdischen Gemeinden der Idee eines Instituts zur Bewahrung des deutsch-jüdischen Erbes entgegengebracht wurde.

### Gründung des LBI 1955
Die Gründung des Instituts am 25. Mai 1955 erfolgte durch Vertreter des Councils in Jerusalem.  Die symbolische Gründungssitzung wurde von Siegfried Moses geleitet und basierte inhaltlich auf dem genannten Entwurf vom September 1954. Gemäß dieser Projektskizze wurde das Leo Baeck Institut auf drei Standorte verteilt: London, Jerusalem und New York. Ein zentrales internationales Gremium war den Instituten übergeordnet, obgleich sich seit 1959 eine weitestgehend dezentrale Organisation durchsetzte. Die dezentrale Struktur wirkte sich vor allem auf eigens entwickelte Forschungsprogramme aus. Große Aufgaben wurden später gemeinschaftlich getragen, wie die Herausgabe der mehrbändigen deutsch-jüdischen Gesamtgeschichte in der Neuzeit oder die Positionierung des LBI im Umgang mit der Bundesrepublik Deutschland sowie Entscheidungen über institutionelle Kooperationen. New York und London unterlagen zunächst Jerusalem bei der Wahl des Hauptstandortes:

„Das Zentrum des Instituts soll Jerusalem sein. Dies ist auch deshalb ratsam, weil sich in Israel eine besonders grosse Anzahl von prominenten juedischen Wissenschaftlern befindet, z. B. Martin Buber, Ernst Simon, G. Scholem, Dr. Wormann und Kurt Blumenfeld. Ausserdem sollen Arbeitszentren in London und New York eingerichtet werden. Neben dem Generalsekretariat in Jerusalem sollen Sekretariate in London und New York geschaffen werden. Praesident ist Dr. Baeck.“

Die Institutsstruktur sollte von zwei Sektionen bestimmt werden: der Abteilung für Forschung und Veröffentlichung (Board for Research and Publication) sowie der Abteilung für Verwaltung (Administrative Board). Beiden zur Seite gestellt war das Beratungsgremium aus Wissenschaftlern der Institute London, Jerusalem und New York (Advisory Committee).
Martin Buber galt bei der Gründungssitzung in Jerusalem als Symbolfigur für das Verbindende gemeinsamer Erinnerung sowie für die Überzeugung, dass der ehemals deutsch-jüdische Geist in Palästina weiterwirken könne. Seine Präsenz war umso wichtiger, als Leo Baeck aus gesundheitlichen Gründen der Sitzung 1955 fern bleiben musste.
| Präsidenten LBI International | Amtszeit  |
| Michael Brenner               | seit 2013 |
| Michael A. Meyer              | 1991–2013 |
| Max Grunewald                 | 1974–1991 |
| Siegfried Moses               | 1956–1974 |
| Leo Baeck                     | 1955–1956 |

## Aktivitäten der einzelnen Leo Baeck Institute
Das einigende Ziel der Vordenker und Begründer des LBI schien mit der Institutsgründung erreicht. Die Wahl Jerusalems als vorläufiges Zentrum der Institute, beeinflusst durch die Vielzahl von dort beheimateten Persönlichkeiten wie Buber, Scholem, Moses und Simon, sowie nicht zuletzt die institutionelle Basis der Hebräischen Universität, war anfangs von den Mitgliedern mehrheitlich getragen, doch bis 1959 erhöhten sich die Separationstendenzen. Die nicht-zionistischen Stimmen wurden laut und kritisierten das vom LBI Jerusalem zentral organisierte Arbeitsprogramm. Besonders Max Kreutzberger in New York hatte eigene Ambitionen und reichte 1958 einen Antrag auf rechtliche Selbstständigkeit des LBI New York ein. Auch zu London wuchs die Distanz des New Yorker Instituts im Kampf um die Gelder- und Güterverteilung seitens der Claims Conference und JRSO, die sich Kreutzberger häufig zu Ungunsten Londons zu sichern verstand. 1959 wurde eine dezentrale Programmorganisation eingeführt und das LBI Jerusalem als geistige Mitte aufgehoben. Das LBI London ließ sich vier Jahre nach New York 1963 als eigenständige Charity eintragen. Salomon Adler-Rudel äußerte sich noch 1966 unsicher und besorgt über die Aufsplitterung des LBI und die möglichen Folgen für die Wirksamkeit des Leo Baeck Instituts.

### Jerusalem
Das LBI Jerusalem war anfänglich eine „Erinnerungsgemeinschaft“ (Guy Miron) deutscher Juden in Israel. Es hat sich mit einer neuen Generation von Wissenschaftlern seit den 1970er/1980er Jahren in ein israelisches Forschungsinstitut gewandelt und ist seit 1992 als unabhängige nicht-profitorientierte Organisation in Israel registriert. Um einen Anschluss an die Forschungen in den Universitäten zu finden und die israelische Öffentlichkeit zu erreichen, machte es sich das Institut zur Aufgabe, in erster Linie hebräische Forschungen zur deutsch-jüdischen Geschichte zu fördern. Spätestens mit der Wahl von Robert Liberles zum Präsidenten wurde das Hebräische die primäre Publikations- und Arbeitssprache des Instituts. Das LBI Jerusalem veranstaltet heute jährlich internationale Konferenzen und Workshops in Kooperation mit zahlreichen Universitäten und Forschungsinstitutionen in Israel und Europa. Mit der Organisation von internationalen Doktoranden- und Postdoktorandenseminaren und der Vergabe von Stipendien fördert das Institut junge Wissenschaftler. Das LBI Jerusalem ist auch eine kulturelle Einrichtung, die sich mit seinem vielseitigen Programm an eine breitere israelische Öffentlichkeit richtet. Im Rahmen von Buchpräsentationen, Gastvorträgen, Vortragsreihen und Gesprächsrunden bietet das LBI Jerusalem dabei auch eine Plattform für eine Auseinandersetzung mit den Erfahrungen und Werten des deutschen liberalen Judentums vor dem Hintergrund drängender Fragen der heutigen israelischen Gesellschaft. Das LBI Jerusalem beherbergt ein umfangreiches Archiv von Sammlungen zur deutsch-jüdischen Geschichte, die teilweise über den Katalog des Center for Jewish History in New York recherchierbar sind. Mit der Herausgabe von Briefen Hugo Bergmans, Gershom Scholems, Ernst Simons  oder Arthur Ruppins oder die Quellenstudie von Monika Richarz zu Lebenszeugnissen deutscher Juden 1780–1945 machte das LBI Jerusalem Dokumente von LBI-Gründungsvätern und führenden Zionisten aus Deutschland für die Forschung zugänglich. Neben der Herausgabe des Bulletin und des Jüdischen Almanach gehen zahlreiche Publikationen des LBI Jerusalem auf internationale Konferenzen zurück. Mit seiner hebräischen Schriftenreihe Bridges und der peer reviewten Zeitschrift Innovations hat das LBI Jerusalem hebräische Veröffentlichungsformate für Publikationen zur deutsch-jüdischen Geschichte in Israel etabliert.

### London
In der Gründungsphase des LBI erfuhr das Projekt wichtige Impulse von einem der bekanntesten Journalisten des 20. Jahrhunderts, Robert Weltsch, der als Institutsleiter des Leo Baeck Instituts London vor allem in den 1960er Jahren den Prozess der Verwissenschaftlichung vorantrieb. Das Institut konzentriert seine Tätigkeit auf wissenschaftliche Projekte, die Forschungsfelder von der Aufklärung bis zur Gegenwart erschließen und Veröffentlichungen wie das Year Book, die seit 1959 auf Deutsch erscheinende Schriftenreihe wissenschaftlicher Abhandlungen des Leo Baeck Instituts oder die seit 2017 auf Englisch erscheinende Reihe German Jewish Cultures. Jährlich initiierte Vortragsreihen, Kolloquien und Konferenzen sowie die Vernetzung mit der universitären Lehre und Forschungsstipendien für junge Wissenschaftler bilden einen charakteristischen Schwerpunkt des Londoner Instituts. Das LBI London arbeitet dafür mit akademischen, politischen und kulturellen Organisationen in Großbritannien, Deutschland, Österreich und der Schweiz zusammen. Ist in England das Deutsche Historische Institut London ein wichtiger Partner, so führt das Londoner Institut in Kooperation mit der Studienstiftung des deutschen Volkes seit 2005 ein internationales Stipendienprogramm für Doktoranden, das Leo Baeck Fellowship Programm, durch. Die Verzahnung von Forschung und Lehre ist mit dem Umzug des Instituts auf den Campus von Queen Mary, University of London und der Etablierung von deutsch-jüdischer und europäisch-jüdischer Geschichte und Kultur als Studien- und Forschungsgebiet an dieser Universität noch enger geworden.

### New York
Unter seinen ersten Direktoren Max Kreutzberger und Fred Grubel erfuhr das LBI New York eine Phase der Stabilisierung und des Wachstums. So war es möglich, einen umfassenden Bestand für Bibliothek und Archiv aufzubauen und diesen in einem repräsentativen Bau der Öffentlichkeit zugänglich zu machen. In den ersten Jahrzehnten war das LBI New York als Akteur einer Versöhnungspolitik mit Deutschland und Anlaufstelle für Staatsrepräsentanten der Bundesrepublik ideell nach Deutschland orientiert. Die Errichtung einer Zweigstelle in Berlin im Komplex des Jüdischen Museums Berlin 2001 unterstreicht die Bemühung und Notwendigkeit, das deutsch-jüdische Erbe in der Wissenschaftslandschaft der Bundesrepublik zu verwurzeln. Um ein anhaltendes amerikanisches Forschungs- und damit Finanzierungsinteresse zu garantieren, erfolgte im Jahre 2000 eine Eingliederung in das Center for Jewish History und damit eine Bündelung verschiedener Forschungsaspekte um jüdische Geschichte und Kultur in New York. Das LBI New York ist zum Knotenpunkt entstehender Forschungsarbeiten und wissenschaftlicher Begegnungen geworden. Inzwischen umfassen die Bestände im Archiv, der Bibliothek und den Kunstsammlungen des Leo Baeck Institutes über 10.000 Archivalien, mehr als 2000 Memoiren, 25.000 Fotografien, über 60.000 Bücher sowie 1600 Zeitungen und Zeitschriften, eine bedeutende Kunstsammlung und weitere Sammlungen, die in der Archivdependance im Jüdischen Museum Berlin via Mikrofilmen einsehbar sind. Mit mehr als 3,5 Millionen Seiten wurde inzwischen der Hauptteil der Sammlungen des Leo Baeck Instituts digitalisiert und ist nun über DigiBaeck zugänglich.

### Freunde und Förderer des Leo Baeck Instituts
Auf Initiative des LBI Jerusalem wurde 1957 die Gesellschaft der Freunde des Leo Baeck Instituts gegründet. Die Notwendigkeit eines Förderkreises erklärt sich aus den anfänglichen Schwierigkeiten des Instituts innerhalb der israelischen Öffentlichkeit wahrgenommen zu werden. Die Mitglieder des Gesellschaft der Freunde wurden primär aus der ehemaligen zionistischen Studentenorganisation Kartell jüdischer Verbindungen akquiriert. Tätig waren sie vor allem von Tel Aviv aus und betrugen bis zum Ende des Gründungsjahres bereits 140 Mitglieder unter dem Vorsitzenden Franz Meyer. Vom Förderkreis unter Leitung von Hans Tramer herausgegeben wurde das deutschsprachige Vierteljahresheft Bulletin für die Mitglieder der Gesellschaft der Freunde des Leo Baeck Instituts. Anfänglich vor allem unter finanziellen Gesichtspunkten gegründet, entwickelte sich der Förderkreis, heute Verein der Freunde und Förderer des Leo Baeck Instituts in Frankfurt am Main, mit beachtlicher Mitgliederzahl zu einem wichtigen Vermittlungsgremium zur verbesserten Zusammenarbeit mit deutschen Universitäten und Wissenschaftsinstitutionen. Bestärkt wurde diese Funktion durch ein 1982 etabliertes Kuratorium renommierter Persönlichkeiten aus Wissenschaft und Bundesverwaltung, das den Überlegungen zu einer Zweigstelle des Leo Baeck Instituts auf deutschem Boden in der Realisierung vorausgegangen war. Der Verein initiierte außerdem die Kommission zur Verbreitung der deutsch-jüdischen Geschichte und informiert jährlich in einem Bericht über seine Tätigkeit, über die Aktivitäten der drei Institute in Jerusalem, London und New York Verein sowie die Wissenschaftliche Arbeitsgemeinschaft.

### Wissenschaftliche Arbeitsgemeinschaft des Leo Baeck Instituts (WAG)
Zur Unterstützung des Studiums der Geschichte und Kultur des deutschen Judentums sowie der Vernetzung vor allem jüngerer Wissenschaftler wurde 1989 auf Initiative des LBI London sowie einiger deutscher Kollegen die Wissenschaftliche Arbeitsgemeinschaft des Leo Baeck Instituts der Bundesrepublik Deutschland (WAG) gegründet. Erster Vorsitzender war bis 1999 Reinhard Rürup, der um eine integrierte Geschichte bemüht war und so Konzepte einer „internen“ jüdischen und „externen“ deutschen Betrachtungsweise überwinden zu suchte. Bis in die späten 1990er blieb die universitäre Beschäftigung mit deutsch-jüdischer Geschichte jenseits des Holocaust die Ausnahme. Die WAG setzte an diesem Mangel an und rückte neben der jüdischen Emanzipationszeit die Ereignisse vor 1933 und später auch nach dem Zweiten Weltkrieg in den Fokus der Betrachtung. Nach der deutschen Vereinigung 1990 engagierte sich die WAG gemeinsam mit der Historischen Kommission zu Berlin in einem Großprojekt zu den Quellen zur Geschichte der Juden in den Archiven der neuen Bundesländer, anschließend in der Erfassung von ebensolchem Material in ehemals deutschen Archiven in Polen. Ein Schwerpunkt liegt in der Wissensvermittlung an ein breites Publikum in Kooperation mit historisch-politischen Institutionen sowie der speziellen Förderung des wissenschaftlichen Nachwuchses im Rahmen von Doktoranden- und Postdoktorandenkolloquien, Fachtagungen und Seminaren. Der Ansatz der integrierten Geschichtswissenschaft wurde nach Reinhard Rürup durch die nachfolgenden Vorsitzenden Michael Brenner (1999–2009) und seit 2009 Stefanie Schüler-Springorum fortgeführt. 2020 übernahm Miriam Rürup den Vorsitz der WAG.

## Publikationen
Neben den regelmäßig herausgegebenen Schriften wie Year Book, Bulletin, Jüdischer Almanach und Schriftenreihe hat LBI International die Veröffentlichung großangelegter Grundlagenwerke zur deutsch-jüdischen Geschichte und Kultur initiiert.

### Leo Baeck Institute Year Book(seit 1956)
In den ersten Entwürfen zum LBI war ein Vierteljahresheft geplant, welches in Tradition der Monatsschrift für Geschichte und Wissenschaft des Judentums in Deutschland stehen sollte.  Bedenken über die Realisierbarkeit des häufigen Erscheinens für die Anfangszeit waren Grund für das Year Book. In welcher Sprache dieses verfasst sein sollte, wurde anfangs heftig diskutiert. Jacob Jacobson plädierte für die Veröffentlichung in deutscher Sprache, um primär die ehemals deutschen Juden als Rezipienten anzusprechen. Martin Buber favorisierte das Hebräische, um der „neuen“ Generation den vormaligen Kulturraum deutscher Juden nahe zu bringen. Robert Weltsch und nicht zuletzt die Claims Conference bestanden auf einer Publikation in englischer Sprache, um die Leserschaft international erreichen zu können. Diese Entscheidung garantierte dem Year Book seinen Erfolg und tut dies bis heute. Mit einer anfänglichen Auflagenstärke von 2.000 gedruckten Exemplaren im Jahr wurde das Year Book 1956 zum Überraschungserfolg für den Herausgeber. Schnell wurde es zu der international führenden Publikation für das Forschungsfeld der Geschichte und Kultur deutschsprachiger Juden. Das Year Book wird vom Leo Baeck Institute London herausgegeben.
| LBI Year Book Verlage                                     | LBI Year Book Herausgeber        |
| Vols. 1 (1956) – 16 (1971), London: East and West Library | Robert Weltsch (1956–1978)       |
| Vols. 17 (1972) – 45 (1999), London: Secker & Warburg     | Arnold Paucker (1970–1992)       |
| Vols. 46 (2000) – 53 (2009), New York: Berghahn Books     | John A. S. Grenville (1993–2010) |
| Vols. 54 (2009–), Oxford: Oxford University Press         | Raphael Gross (2003–2015)        |
|                                                           | Cathy S. Gelbin (2010–)          |
|                                                           | Daniel Wildmann (2016–)          |
|                                                           | David Rechter (2016–)            |

### Bulletin(1957–1969 und 1974–1991)
Die Vierteljahresschrift Bulletin für die Mitglieder der Gesellschaft der Freunde des Leo Baeck Instituts wurde vom LBI Jerusalem herausgegeben, auf dessen Initiative auch die Gesellschaft der Freunde gegründet worden war. Es wurde als Informationsblatt herausgegeben, das sich an ein breiteres Publikum wandte, über Aktivitäten der drei Leo Baeck Institute informierte und gekürzte Artikel des LBI Year Book in deutscher Sprache zum Abdruck brachte. Dass das Bulletin trotz des Sprachenstreits auf Deutsch erschien, lag in den nachweislichen Schwierigkeiten deutschsprachiger Juden begründet, die englischen Fachartikel des Year Book zu rezipieren. Bis 1969 erschien das Bulletin als Vierteljahresschrift mit insgesamt 48 Nummern. 1974 erschien es als Jahresheft erneut, weiterhin herausgegeben von Hans Tramer. Bis Ende der 1970er waren nahezu alle Gründungsväter des LBI Jerusalem verstorben, eine kurze Traueranzeige für Hans Tramer 1979 bildet einen symbolischen Schlusspunkt. Mit den Herausgebern Joseph Walk, später Sarah Fraiman, Jacov Guggenheim und Itta Shedletzky trat eine neue Generation von Historikern die Publikationsreihe an – das Bulletin erschien fortan bis zu seiner Einstellung im Jahr 1991 drei Mal jährlich.
| Bulletin Verlage                                        | Bulletin Herausgeber           |
| Nr. 1–57, Tel Aviv: Bitäon Verlag                       | Hans Tramer (Nr. 1–53/54)      |
| Nr. 58–84, Frankfurt am Main: Jüdischer Verlag/Athenäum | Joseph Walk (Nr. 61–90)        |
| Nr. 85–90, Frankfurt am Main: Anton Hain Verlag         | Daniel Cil Brecher (Nr. 61–75) |
|                                                         | Eve Strauss (Nr. 76–90)        |
|                                                         | Sarah Kaiman (Nr. 76–90)       |
|                                                         | Itta Shedltzky (Nr. 76–90)     |
|                                                         | Jacov Guggenheim (Nr. 84–90)   |

### Jüdischer Almanach(seit 1993)
Seit 1993 gibt das Leo Baeck Institute Jerusalem den Jüdischen Almanach im Jüdischen Verlag/Suhrkamp Verlag heraus. Mit dieser Veröffentlichung knüpfte das Institut an den 1902 von Martin Buber herausgegebenen Almanach an. Zu Beginn des 19. Jahrhunderts wollte Buber mit dem nur ein einziges Mal erschienenen Almanach ein Forum im Geiste der Jüdischen Renaissance schaffen. Der im Jahr 1993 in Israel konzipierte Almanach hat freilich eine ganz andere Ausrichtung – er richtet sich an ein deutschsprachiges Publikum und versammelt Beiträge zur deutsch-jüdischen Vergangenheit, Judentum und dem heutigen Israel in deutscher Sprache und bringt dabei Texte von Historikern, Schriftstellern und Journalisten zusammen Der erste Herausgeber des Almanachs war der Jerusalemer Germanist Jacob Hessing, seit 2001 hat die Journalistin Gisela Dachs diese Aufgabe übernommen.
| Jüdischer Almanach Verlage                             | Jüdischer Almanach Herausgeber |
| Frankfurt am Main: Jüdischer Verlag im Suhrkamp Verlag | Jakob Hessing (1993–1999)      |
|                                                        | Alfred Bodenheimer (1999)      |
|                                                        | Anne Birkenhauer (2000)        |
|                                                        | Gisela Dachs (seit 2001)       |

### Schriftenreihe wissenschaftlicher Abhandlungen des Leo Baeck Instituts(seit 1959)
Die Schriftenreihe ist ein weiteres zentrales Publikationsorgan zur Geschichte und Kultur der deutschsprachigen Juden Europas. Verfasst in deutscher Sprache erscheint sie seit 1959 und deckt mit zahlreichen Monografien und Sammelbänden ein breites Themen- und Zeitspektrum ab: Sie umfasst den Zeitraum von der Aufklärung bis in die Moderne, legt den Fokus aber wie das Year Book in die Zeit des 19. und 20. Jahrhunderts. In ihr werden Fachdisziplinen von Geschichte, Germanistik, Musikwissenschaft, Politikwissenschaft bis hin zur Soziologie aufgegriffen und aus Blickwinkeln der Geistesgeschichte, Kulturgeschichte, Gender Studies, Körpergeschichte oder Wissenschaftsgeschichte betrachtet. Die Schriftenreihe wird vom Leo Baeck Institute London herausgegeben.

### Deutsch-jüdische Geschichte in der Neuzeit(1996–2003)
Die Deutsch-jüdische Geschichte in der Neuzeit hat sich den Ruf eines Standardwerks erworben. Die vier Bände, auch als Taschenbuch erhältlich, liegen außerdem in englischer und hebräischer Übersetzung vor. Das Werk setzt ein mit dem Beginn des 17. Jahrhunderts, stellt den Weg zur Emanzipation und Akkulturation dar, der doch nie zur vollständigen Integration in die deutsche Gesellschaft führt, und schließt mit der Ausgrenzung der Juden und ihrer systematischen Ermordung unter dem NS-Regime. Aber: „Trotz der erdrückenden Realität des Holocaust, die die hier erzählte Geschichte auf tragische Weise beendet hat“, ist es nicht im Hinblick auf ihn angelegt. Die deutsch-jüdische Geschichte erscheint hier als „Bestandteil der Geschichte des jüdischen Volkes wie der der Deutschen“ (M. A. Meyer), einer Geschichte freilich, in der am Ende alle Hoffnungen der Juden zunichte werden, ihr außerordentlicher Beitrag zur deutschen Kultur geleugnet wird.

### Geschichte des jüdischen Alltags. Vom 17. Jahrhundert bis 1945(2003)
Dieses grundlegende Buch eröffnet aus der Perspektive einer „Geschichte von unten“ einen Einblick in Lebenswelt und Alltag der Juden vom 17. Jahrhundert bis zum Ende des Zweiten Weltkrieges. Von zentraler Bedeutung sind dabei die komplexen sozialen Beziehungen der Juden untereinander als auch mit ihrer nichtjüdischen Umwelt. Vielschichtig betrachtet werden städtische und ländliche Alltagsbedingungen, Formen des Gemeinschaftslebens der jüdischen Minderheit, die religiöse Praxis, aber auch „Binnenstrukturen“ der Familien und die Adaption des bildungsbürgerlichen Habitus. Erstmals stehen in dieser wegweisenden Darstellung individuelle Erfahrungen, Hoffnungen und Ängste der „kleinen Leute“ im Mittelpunkt des Interesses. Dem Leser wird eine Vielfalt jüdischer Lebenswelten offen gelegt, die gängige – auch historiographische – Stereotype korrigiert und es vermag, die wechselhafte Geschichte der Juden in Deutschland im Wandel der Jahrhunderte nicht auf eine bloße Geschichte des Antisemitismus zu reduzieren.

### Geschichte der Juden in Deutschland von 1945 bis zur Gegenwart(2012)
Erstmals schildert dieser Band auf der Grundlage breiter Archivrecherchen, wie jüdisches Leben sich nach dem Holocaust über sechs Jahrzehnte in Deutschland entfaltete, welche Rolle es für die deutsche Gesellschaft in West und Ost spielte und wie im wiedervereinigten Deutschland durch die Zuwanderung aus der ehemaligen Sowjetunion die am schnellsten wachsende jüdische Gemeinde der Welt entstand. Nach dem Holocaust galt Deutschland den meisten Juden als „blutgetränkte Erde“, auf der jüdisches Leben unmöglich erschien. Dennoch bildete in den ersten Nachkriegsjahren das besetzte Deutschland eine Durchgangsstation für jüdische Überlebende aus Osteuropa. Ein kleiner Teil von ihnen blieb und baute gemeinsam mit überlebenden und aus dem Exil zurückgekehrten deutschen Juden wieder jüdische Gemeinden auf. International renommierte Zeithistoriker beschreiben die Entwicklung der Gemeinden, die Politik des Zentralrats und seiner Vorsitzenden, die „Wiedergutmachung“ sowie den Umgang mit altem und neuem Antisemitismus. Das Buch dürfte für längere Zeit zum Standardwerk über das jüdische Leben in Deutschland seit 1945 werden und liegt auch in englischer Übersetzung vor.

### Bridges. Studies in the History of German and Central European Jewry
Seit 2010 gibt das Leo Baeck Institute Jerusalem die hebräische Schriftenreihe Bridges im Jerusalemer Verlag Zalman Shazar heraus. In der Schriftenreihe werden Monographien junger Wissenschaftler sowie Übersetzungen von einschlägigen Standardwerken der deutsch-jüdischen Geschichtsschreibung veröffentlicht (so z. B. Marion A. Kaplan’s The Making of the Jewish Middle Class: Women, and Identity in Imperial Germany).

### Innovations. Studies in the History of German and Central European Jewry
Die anfänglich lose Reihe von einzelnen veröffentlichten Aufsätzen ist heute eine jährlich erscheinende Zeitschrift, in der hebräische Aufsätze vor allem jüngerer Forscher und Forscherinnen zum Abdruck kommen.

### German Jewish Cultures
Diese Buchreihe wird von Alumni des Leo Baeck Fellowship Programms herausgegeben und vom Leo Baeck Institute London unterstützt. Die Reihe ist konzipiert als Forum für innovative Forschungen an den Schnittstellen von jüdischer und deutscher Geschichte vom Mittelalter bis zur Moderne und adressiert sich an ein englischsprachiges Publikum. Die Reihe reagiert auf die zunehmende Interdisziplinarität und Diversität von Jüdische Studien als Disziplin und begrüßt Beiträge mit breiter methodologischer Ausrichtung. Sie erscheint bei Indiana University Press.

## Sekundärliteratur
- Cathy S. Gelbin, David Rechter und Daniel Wildmann: Leo Baeck Institute Year Book. London 1956–1999 und New York 2000 ff., ISSN 0075-8744.
- Herbert A. Strauss: Das Leo Baeck Institut und die Erforschung der deutsch-jüdischen Geschichte. In: Geschichte und Gesellschaft. Band 9. 1983, S. 471–478.
- Fred Grubel (Hrsg.): Leo Baeck Institute New York. Catalog of the Archival Collections. Mohr, Tübingen 1990, ISBN 3-16-145597-5 (= Schriftenreihe wissenschaftlicher Abhandlungen des Leo-Baeck-Instituts. Band 47).
- Deutsch-jüdische Geschichte in der Neuzeit. Hrsg. im Auftrag des Leo-Baeck-Instituts von Michael A. Meyer unter Mitwirkung von Michael Brenner. 4 Bände. München 1996–1997, ISBN 3-406-39705-0. (Band 1: Mordechai Breuer, Michael Graetz: Tradition und Aufklärung 1600–1780. ISBN 3-406-39702-6; Band 2: Michael Brenner, Stefi Jersch-Wenzel, Michael A. Meyer: Emanzipation und Akkulturation 1780–1871. ISBN 3-406-39703-4; Band 3: Steven M. Lowenstein, Paul Mendes-Flohr, Peter Pulzer, Monika Richarz: Umstrittene Integration 1871–1918. ISBN 3-406-39704-2; Band 4: Avraham Barkai, Paul R. Mendes-Flohr: Aufbruch und Zerstörung 1918–1945. ISBN 3-406-39706-9.)
- Ruth Nattermann: Deutsch-jüdische Geschichtsschreibung nach der Shoah. Die Gründungs- und Frühgeschichte des Leo Baeck Institute. Klartext-Verlag, Essen 2004, ISBN 3-89861-331-3.
- Christhard Hoffmann (Hrsg.): Preserving the Legacy of German Jewry. A History of the Leo Baeck Institute 1955–2005. Mohr, Tübingen 2005, ISBN 3-16-148591-2 (= Schriftenreihe wissenschaftlicher Abhandlungen des Leo Baeck Instituts. Band 70).
- Guy Miron: From Memorial Community to Research Centre. The Leo Baeck Institute Jerusalem. Jerusalem 2005 (hebräisch).
- In Echtzeit. Das Jahr 1938 aus jüdischer Perspektive. – Posts from the Past. 1938 from a Jewish Perspective. Hrsg. vom Leo Baeck Institute – New York | Berlin. Hentrich & Hentrich, Leipzig 2020, ISBN 978-3-95565-370-5.
- Renate Evers: The Leo Baeck Institute New York / Berlin : access to Jewish life stories in the digital age. PaRDeS Zeitschrift der Vereinigung für Jüdische Studien 20(30), 2025, S. 181–202. DOI: 10.25932/publishup-67222 [Volltext, PDF, Universität Potsdam] .

## Weiterführende Links
- Leo Baeck Institute New York
- Wissenschaftliche Arbeitsgemeinschaft des Leo Baeck Instituts in der Bundesrepublik Deutschland
- Archiv des Leo Baeck Institute im Jüdischen Museum Berlin
- Leo Baeck Programm des Fonds Erinnerung Verantwortung Zukunft
- Leo Baeck Fellowship Programm der Studienstiftung des deutschen Volkes
- Leo-Baeck-Archiv New York online (DigiBaeck)
- Schriftenreihe wissenschaftlicher Abhandlungen des Leo Baeck Instituts (SchrLBI)
- Bridges. Studies in the History of German and Central European Jewry
- Chidushim. Studies in the History of German and Central European Jewry
- German Jewish Cultures